# Molecular imprinted polymer
Een molecular imprinted polymer (MIP) is een polymeer dat gevormd wordt in aanwezigheid van een stof die er later uitgehaald wordt. Daardoor blijven in het polymeer complementaire ruimten achter met een affiniteit voor de betreffende stof. Deze gaten kunnen ook chemisch gelijkaardige moleculen binden.
De specifieke herkenning tussen MIP en analyt kan vergeleken worden met de interactie antilichaam-antigen en enzym-substraat.
Het gebruik van MIP’s biedt vele voordelen. Ze kunnen gebruikt worden in analysemethoden ter vervanging van immunoaffiniteits-kolommen, dragers van antilichamen met hoge specificiteit. De productie van antilichamen is echter tijdrovend en duur, er wordt gebruikgemaakt van proefdieren en een geslaagde uitkomst is verre van zeker. Commercieel verkrijgbare immunoaffiniteitskolommen zijn bovendien bestemd voor eenmalig gebruik, waardoor de kostprijs van een analyse hoog oploopt. Mip’s daarentegen kunnen hergebruikt worden, waardoor kostprijs en milieubelasting tot een minimum kunnen beperkt worden.

## Bereiding
- Mengen
  - Doelwit-molecule
  - Monomeer
- Vorming van pre-polymerisatiecomplex
- Polymerisatie
  - Crosslinken (vb. EGDM, p-divinylbenzeen)
  - Initiator (vb. AIBN)
  - Porogeen
- Chemische extractie van doelwitmolecules en hydrolyse van covalente bindingen